# チャールズ・メイトランド (第6代ローダーデイル伯爵)
第6代ローダーデイル伯爵チャールズ・メイトランド（英語: Charles Maitland, 6th Earl of Lauderdale、1688年頃 – 1744年7月15日）は、スコットランド貴族。1709年から1710年までメイトランド子爵の儀礼称号を使用した。

## 生涯
第5代ローダーデイル伯爵ジョン・メイトランドとマーガレット・カニンガム（Margaret Cunningham、1662年頃 – 1742年5月12日、第10代グレンカーン伯爵アレクサンダー・カニンガムの娘）の息子として、1688年頃に生まれた。1710年8月13日に父が死去すると、ローダーデイル伯爵の爵位を継承した。
1715年ジャコバイト蜂起ではシェリフミュアの戦いで士官として戦い、ミッドロージアン統監にも任命された。
1741年から1744年までスコットランド貴族代表議員を務めた後、1744年7月15日にハルトン（Halton）で死去した。長男ジェームズが爵位を継承した。

## 家族
1710年、エリザベス・オグルヴィ（Elizabeth Ogilvy、1692年5月6日またはそれ以前 – 1778年9月24日、第4代フィンドレイター伯爵ジェイムズ・オグルヴィの娘）と結婚、下記の子女をもうけた。
- ジェームズ（1718年 – 1789年） - 第7代ローダーデイル伯爵
- チャールズ（1795年11月28日没） - 曾孫に第12代ローダーデイル伯爵チャールズ・バークレイ＝メイトランド（英語版）がいる
- リチャード（1724年2月10日 – 1772年7月13日） - 曾孫に第13代ローダーデイル伯爵フレデリック・ヘンリー・メイトランドがいる
- アレクサンダー（英語版）（1728年 – 1820年） - 陸軍軍人、1818年に準男爵に叙爵。子供あり
- フレデリック・ルイス（英語版）（1730年 – 1786年） - 海軍軍人。子供あり
- ジョン（英語版）（1732年 – 1779年） - 陸軍軍人、庶民院議員
- パトリック（1734年4月10日 – 1797年5月19日） - 1774年9月24日、ジェーン・メイトランド（Jane Maitland、トマス・メイトランドの娘）と結婚、子供あり
- ジャネット（1805年12月29日没） - 1744年11月11日、トマス・ダンダス（英語版）と結婚、子供あり